# Lithophthorus rugosicollis
Lithophthorus rugosicollis is een keversoort uit de familie Dryophthoridae. De wetenschappelijke naam van de soort is voor het eerst geldig gepubliceerd in 1893 door Scudder.